# Hans Christian Fogtmann Lauridsen
Hans Christian Fogtmann Lauridsen (f. 12. august 1941 i Tobøl ved Kongeåen) er en dansk forfatter.
Han voksede op i Tønder, hvor han fik en handelsuddannelse. I 1962 flyttede han til Vejle og nogle år senere til København, hvor han i 1972 afsluttede en socialpædagogisk uddannelse. I 1989 flyttede han tilbage til Tønder, hvor han bor den dag i dag.
Hans Christian debuterede med digtsamlingen "Stemninger" i 1970 og har siden skrevet mange digtsamlinger og sange/ballader.